# Війна світів (рок-опера)
«Війна світів» (англ. Jeff Wayne's Musical Version «The War of the Worlds») — рок-опера в стилі прогресивний рок за мотивами фантастичного роману «Війна світів» Герберта Уеллса.
Автор музики — Джефф Вейн (англ. Jeff Wayne). В написанні текстів брали участь Гаррі Осборн (англ. Gary Osborne) і Пауль Віграсс (англ. Paul Vigrass), в написанні сценарію — Дорін Вейн (англ. Doreen Wayne).
В озвученні брали участь зірка кіно Річард Бартон (Richard Burton) («Журналіст»), Джулі Ковінгтон (Julie Covington) («Бэт»), Девід Ессекс (David Essex) («Артилерист»), Філ Лінотт (англ. Phil Lynott) («Пастор Натаніель»), Кріс Томпсон (англ. Chris Thompson), Джастін Хейвард (англ. Justin Hayward).
Рок-опера подібно до книги складається з двох частин:
- «Прибуття марсіан» (5 композицій):

01. The Eve Of War (9:07)
02. Horsell Common And The Heat Ray (11:36)
03. The Artilleryman And The Fighting Machine (10:37)
04. Forever Autumn (7:44)
05. Thunder Child (6:10)
- і «Земля під владою марсіан» (7 композицій):

01. The Red Weed (Part 1) (5:56)
02. The Spirit Of Man (11:41)
03. The Red Weed (Part 2) (6:52)
04. Brave New World (12:14)
05. Dead London (8:37)
06. Epilogue (Part 1) (2:43)
07. Epilogue (Part 2) (NASA) (2:03)
9 червня 1978 р., через 80 років після виходу роману, рок-опера була представлена в Лондонському Планетарії в супроводі спеціальних мультимедійних ефектів.
У британських чартах альбом протримався 260 тижнів, було продано 12.5 мільйона копій. Неодноразово перевидавався за участі різних виконавців.